# Crotalaria acicularis
Crotalaria acicularis är en ärtväxtart som beskrevs av George Bentham. Crotalaria acicularis ingår i släktet sunnhampor, och familjen ärtväxter. Inga underarter finns listade i Catalogue of Life.